# Lungavilla
Lungavilla – miejscowość i gmina we Włoszech, w regionie Lombardia, w prowincji Pawia.
Według danych na rok 2004 gminę zamieszkiwały 2164 osoby, 360,7 os./km².